# Gheorghe Văleanu (politician)
Gheorghe Văleanu (n. 1815, Slatina, Olt, România – d. secolul al XIX-lea) a fost un politician român din secolul al XIX-lea, ministru al controlului guvernului în guvernul de la București al lui Dimitrie Ghica, între 19 iulie 1861 - 22 ianuarie 1862, realizat după Mica Unire (de la 5/24 ianuarie 1859), dar înainte de unirea administrativă a Principatelor Unite. 

## Biografie

### Funcții politice
A fost ministrul controlului guvernului în Guvernul Dimitrie Ghica.